# San Gregorio Magno alla Magliana Nuova

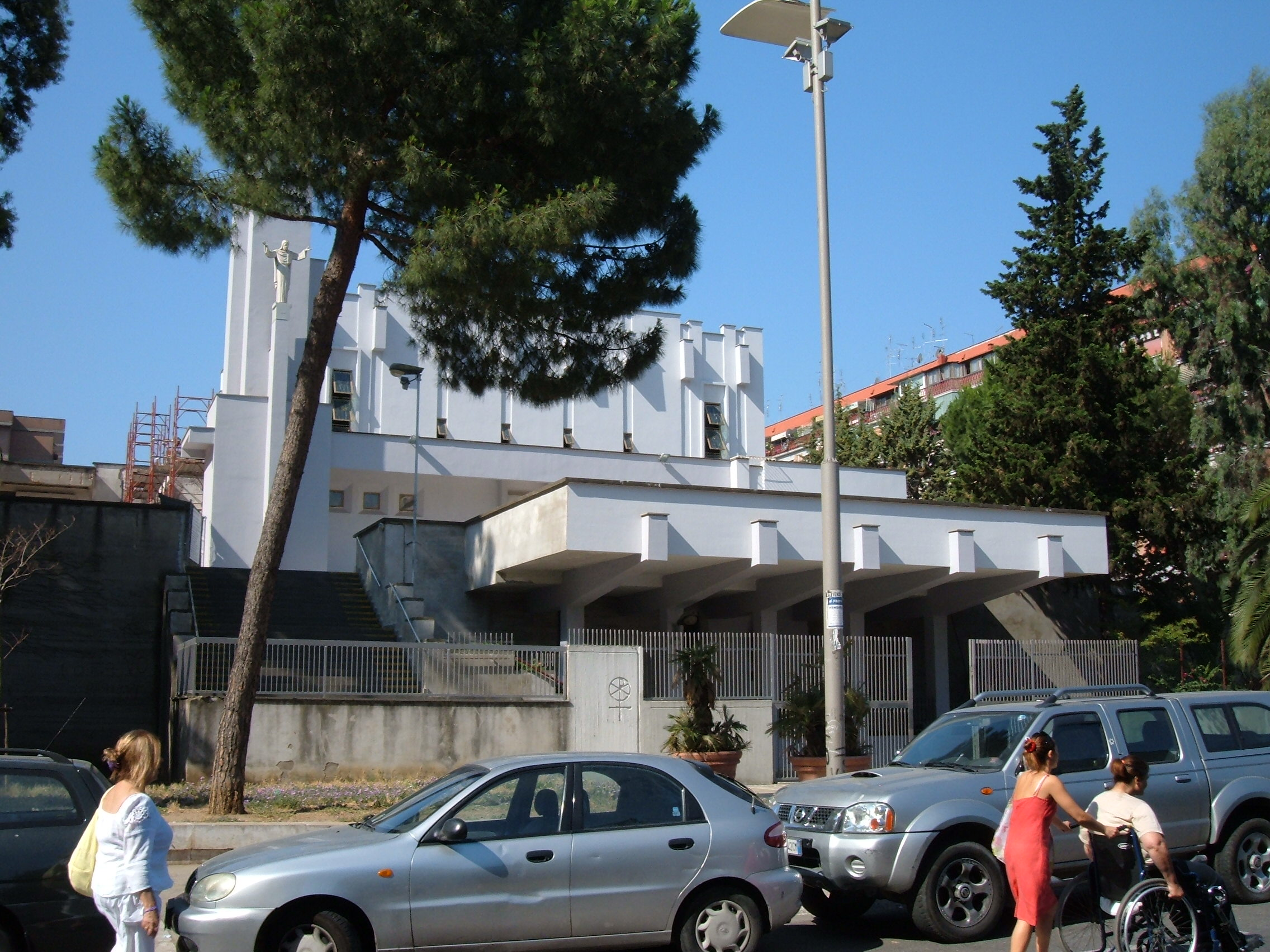
Vista da igreja.

San Gregorio Magno, conhecida também como San Gregorio Magno alla Magliana Nuova, é uma igreja titular de Roma localizada na Piazza Certaldo, 85, no bairro de Magliana Nuova do quartiere Portuense. É dedicada a São Gregório Magno. O cardeal-presbítero protetor do título cardinalício de São Gregório Magno na Via Magliana Nova é o brasileiro Jaime Spengler, O.F.M., arcebispo de Porto Alegre e presidente pelo quadriênio 2023–2027 da Conferência Nacional dos Bispos do Brasil e do Conselho Episcopal Latino-Americano.

## História

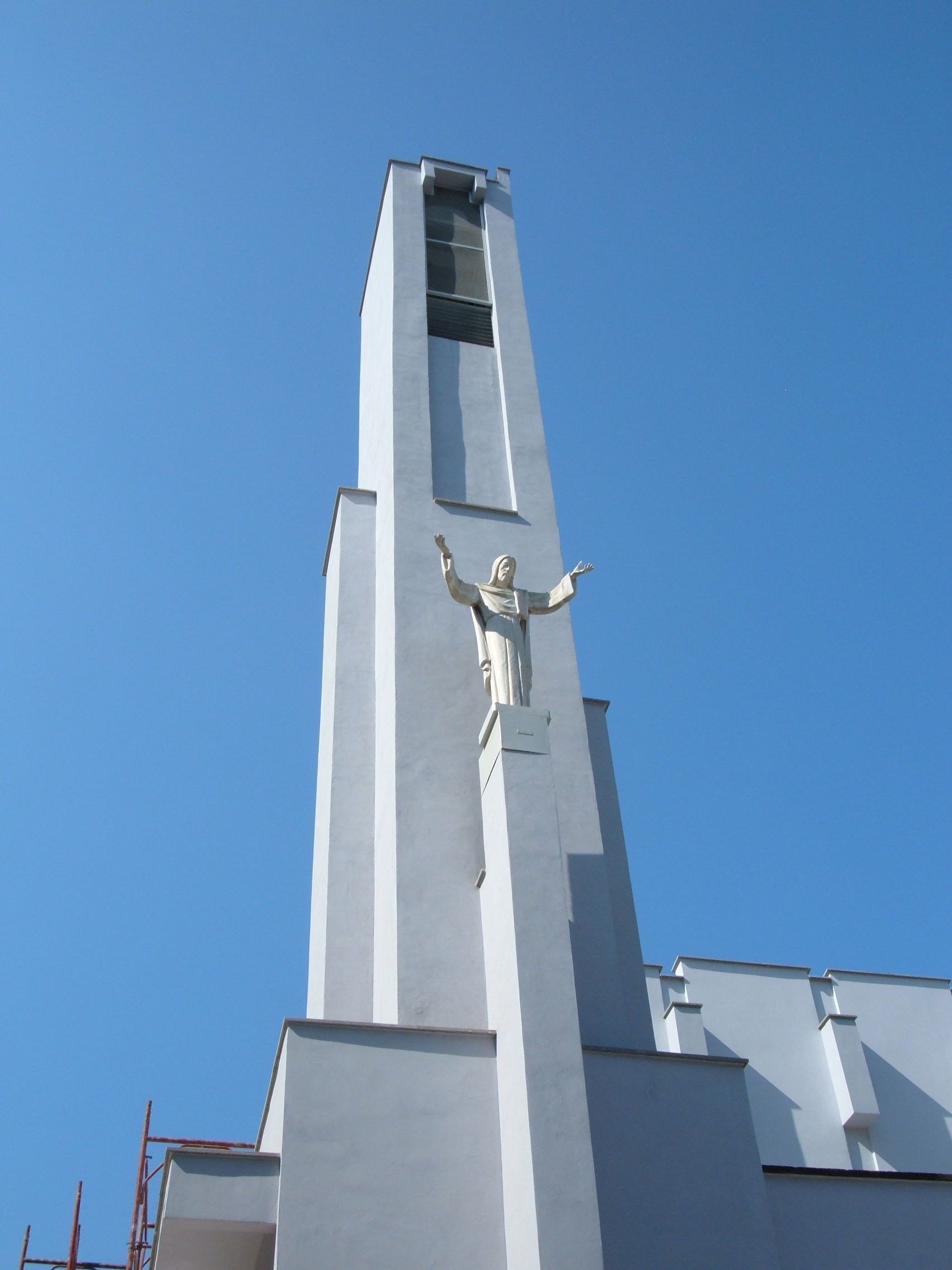
Vista do campanário.

Uma paróquia foi instituída na região em 14 de dezembro de 1963 através do decreto "Neminem sane latet" do cardeal-vigário Clemente Micara e a igreja foi consagrada no mesmo depois ter sido construída com base num projeto do arquiteto Aldo Aloysi. Em 21 de fevereiro de 2001, o papa São João Paulo II a elevou a sede do título cardinalício de São Gregório Magno na Via Magliana Nova.
Em 6 de abril de 2014, a igreja foi visitada pelo papa Francisco.

## Descrição
A igreja fica numa posição elevada em relação à praça em frente e é acessível através de uma escada localizada à esquerda da fachada. Totalmente construída em concreto armado aparente em estilo brutalista, a igreja é flanqueada por uma alta torre campanária. Na frente dele está um pilar no alto do qual uma estátua de Cristo com os braços abertos.
O interior segue o mesmo estilo brutalista do exterior. O mesmo tipo de lajes de concreto que compõem as paredes do exterior estão aparentes no interior também. Porém, a parede atrás do altar apresenta um par de janelas em forma de faixas com vitrais entre as lajes. Há também uma estátua de madeira pintada de "Cristo Ressuscitado" suspensa nesta parede e, abaixo dela, está um sacrário octogonal em metal dourado.

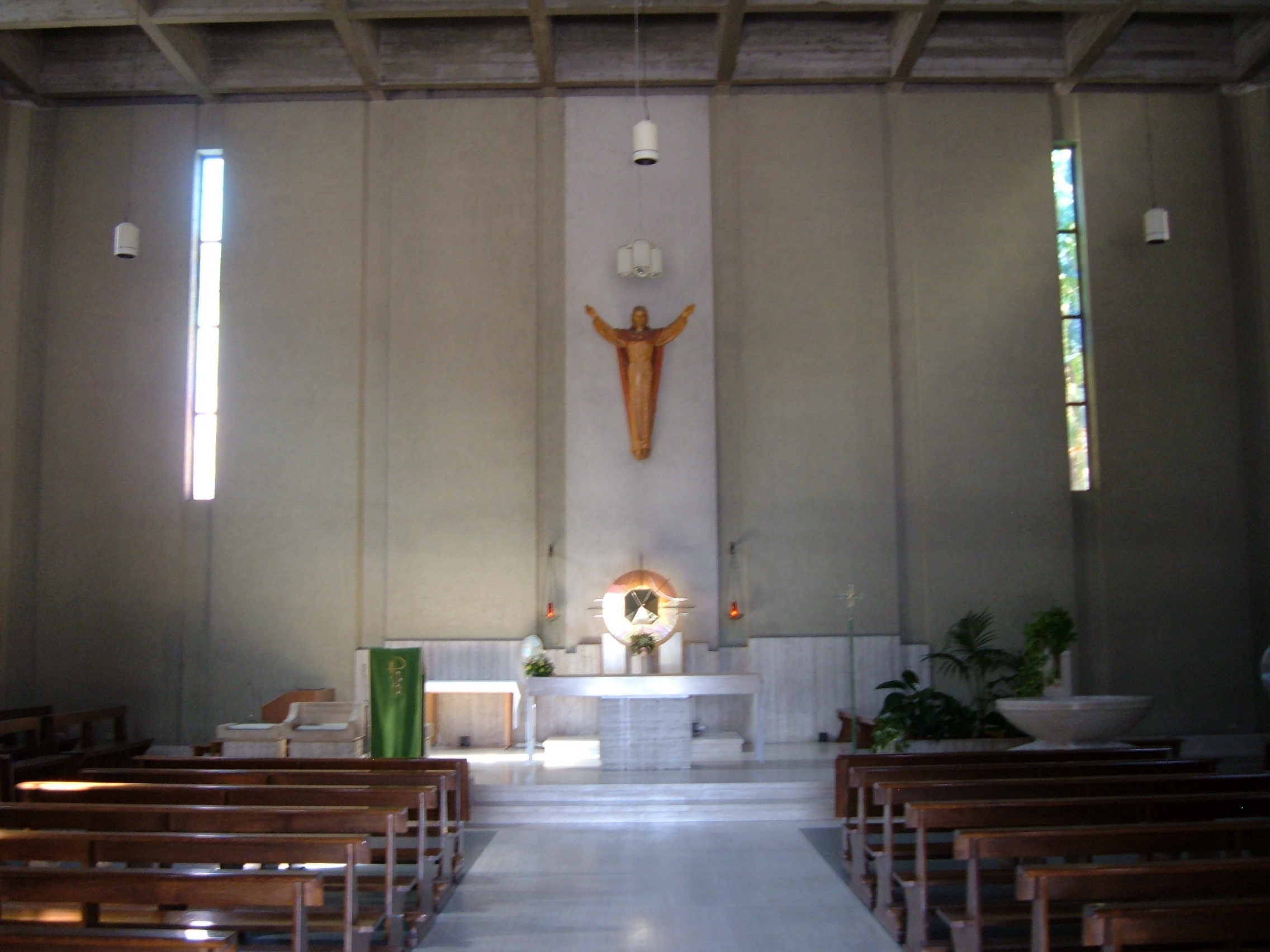
Vista do interior antes da instalação do novo mosaico.

Já no final da década de 2010, a estátua se tornou a peça central de um grande mosaico criado nas oficinas do Vaticano que recobre a parede inteira. Cristo está rodeado por representações estilizadas de fogo e água e este conjunto é flanqueado por representações em estilo bizantino da Virgem com o Menino e de São Gregório Magno. Abaixo deles estão grupos de fieis em oração que, por sua vez, estão acima de um arco semicircular invertido interrompido pelo sacrário. Neste arco está inscrita a primeira estrofe do hino do canto gregoriano "Veni Creator Spiritus"  (Veni Creator Spiritus / Mentes tuorum visita / Imple superna gratia / Quae tu creasti, pectora), uma obra que acredita-se ter sido criada pelo próprio São Gregório.

## Cardeais protetores
- Geraldo Majella Agnelo (2001-2023)
- Jaime Spengler O.F.M. (2024- )